# Escoles (Fontanilles)
Les escoles és un edifici al centre del nucli de Fontanilles (al Baix Empordà) al Carrer de l'Església, carrer, que és perpendicular al Carrer Major ben a prop de l'església de Sant Martí. L'estructura portant està construïda amb pedra que posteriorment es va arrebossar. La coberta a dues aigües, és de teula àrab. Per la tipologia de l'edifici i per la manera en que està construït es pot assegurar que es tractava d'un edifici dissenyat per a ser públic, ja sigui una escola, o l'ajuntament. A la part més baixa del poble hi ha actualment ubicada la nova escola i l'edifici de l'ajuntament, tot de construcció recent, el que ha fet que l'edifici que estem estudiant estigui abandonat.